# Honda Prelude
L'Honda Prelude è una coupé sportiva prodotta dalla casa automobilistica giapponese Honda in cinque generazioni dal 1978 al 2001. La prima serie è stata prodotta dal 1978 al 1982, la seconda serie dal 1983 al 1987, la terza dal 1988 al 1991, la quarta serie dal 1991 al 1996, la quinta e ultima serie dal 1996 al 2001.

## Prima serie (1978-1982)
La prima generazione della Prelude venne lanciata nel 1978.
La vettura presentava caratteristiche innovative per l'epoca come la presenza di un grande tettuccio di vetro sul tetto ed era equipaggiata con un motore da 1.751 cm³ di cilindrata (SOHC CVCC) in grado di sviluppare 72 cv abbinato ad un cambio manuale a cinque marce e 68 cv con un cambio automatico a due marce denominato Hondamatic. Nel 1980 quest'ultimo venne poi sostituito da un più moderno cambio automatico a quattro rapporti. La Prelude era in vendita anche in Gran Bretagna e in Australia. In questi paesi il modello più venduto era quello equipaggiato con un 1602 cm³ (EL) da 68 cv. Sul mercato italiano era disponibile in un unico allestimento con motore "1600" da 80 cv.

## Seconda serie (1983-1987)

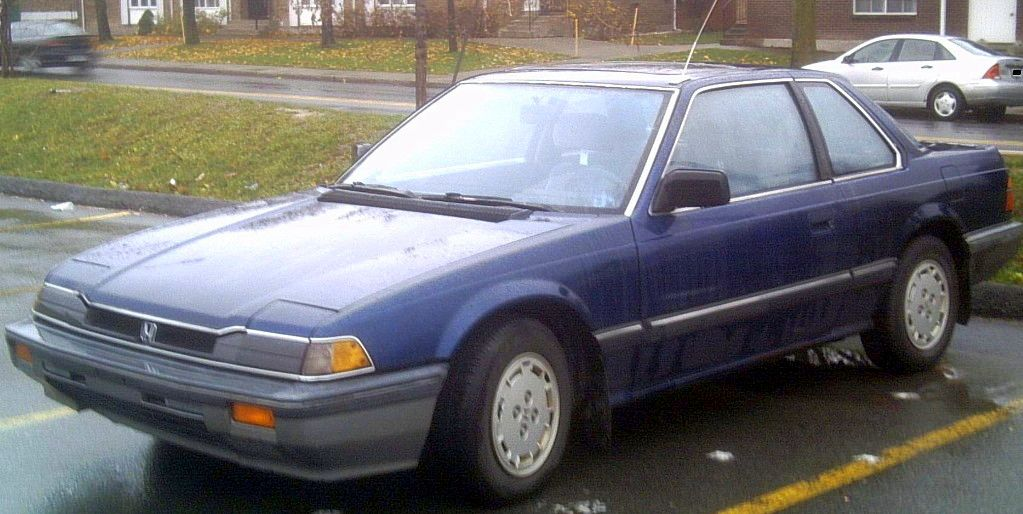
Una Prelude seconda serie

La seconda serie della Prelude fu presentata in Giappone a fine 1982, e successivamente al Salone di Ginevra 1983.
La vettura era inizialmente proposta con un 1.8 12 valvole (siglato "ET") da 103 cv. In Giappone, Asia, Europa (per quest'ultima solo fino al 1986) era disponibile anche con un 2.0 16 valvole.
I dati tecnici indicavano una lunghezza di 4.295, una larghezza di 1.690 e un'altezza di 1.295 mm, mentre il passo era di 2.450 mm ed il peso di 955 kg. Di serie disponeva di un cambio manuale a cinque rapporti (optional una trasmissione automatica a quattro rapporti); l'impianto frenante era a quattro dischi con servofreno, e su alcuni mercati era previsto un impianto anti bloccaggio dei freni battezzato ALB.

## Terza serie (1987-1991)

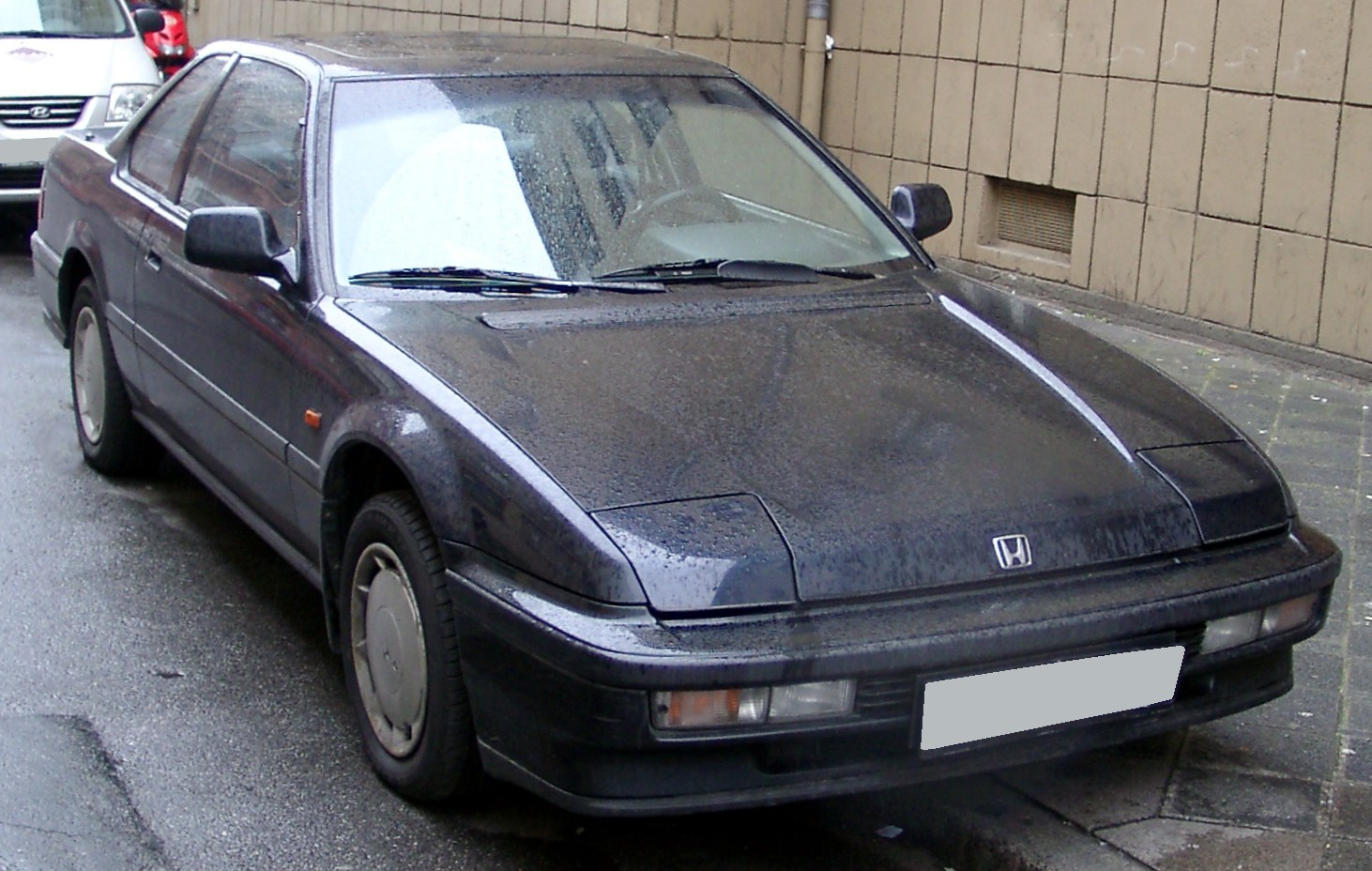
Honda Prelude terza serie

La terza generazione della Prelude fu creata dalla Honda per inserirsi nel panorama delle berline di alto livello.
La più importante novità introdotta su questa vettura è un sistema a quattro ruote sterzanti. Tale sistema si basa su due scatole guida, una per le ruote anteriori e una per quelle posteriori, collegate tra di loro da un albero centrale disposto longitudinalmente. Se il volante viene ruotato di 140°, tutte le ruote sterzano nella medesima direzione, mentre se viene ruotato più di 140°, le ruote posteriori girano in direzione opposta a quelle anteriori. Tutto ciò avviene tramite un meccanismo che inverte il movimento assiale in base alla rotazione del volante.
Le sospensioni riprendono il classico sistema Honda a doppio braccio trapezoidale oscillante. I freni sono a disco dotati di sistema antibloccaggio Honda ALB II composto da tre circuiti idraulici indipendenti.
Il design della vettura riprende molto lo stile della versione precedente, anche se è più lunga di 3 cm e più larga di 9. L'intero corpo vettura è stato però abbassato per accentuarne la sportività.
La Prelude viene equipaggiata in questa serie con un propulsore 4 cilindri a sedici valvole con due alberi a camme in testa e iniezione elettronica abbinato ad un cambio manuale a 5 rapporti. Tale motore eroga 150 CV e garantisce una velocità di 200 km/h.

## Quarta serie (1991-1996)

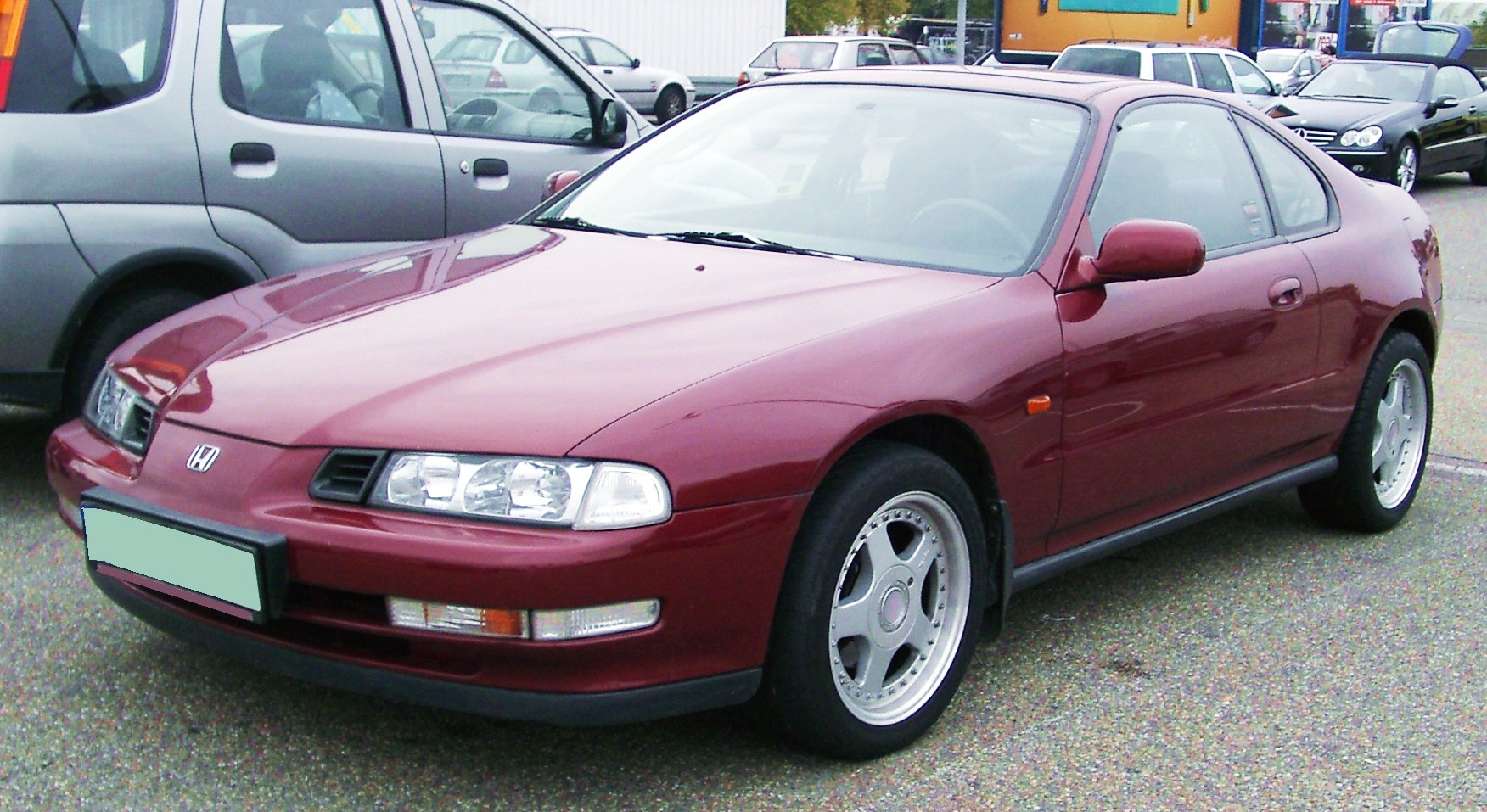
Honda Prelude quarta serie

Nel settembre 1991 viene presentata la quarta serie della Prelude, riprogettata come vettura sportiva a trazione anteriore.
Il design è caratterizzato da uno styling largo e corto. Rispetto alla versione precedente, la scocca è 8 cm più corta e più larga di 7 cm. I caratteristici fari a scomparsa sono stati eliminati e sostituiti da fanali a doppio riflettore inseriti nella sporgenza del muso. Gli interni sono dominati dalla plancia, di altezza costante per tutta la larghezza dell'auto e dotata di indicatori digitali di carburante e temperatura.
La vettura monta i seguenti propulsori in Europa:
| Sigla motore | Cilindrata | Potenza | VTEC |
| ------------ | ---------- | ------- | ---- |
| F20A         | 1997 cm³   | 133 CV  | No   |
| H23A         | 2258 cm³   | 160 CV  | No   |
| H22A2        | 2157 cm³   | 185 CV  | Si   |

Le sospensioni all'avantreno e al retrotreno usano il sistema a doppio triangolo. Il precedente sistema 4WS a quattro ruote sterzanti è stato sostituito dall'Hyper-4WS per il solo modello VTEC.

## Quinta serie (1996-2001)

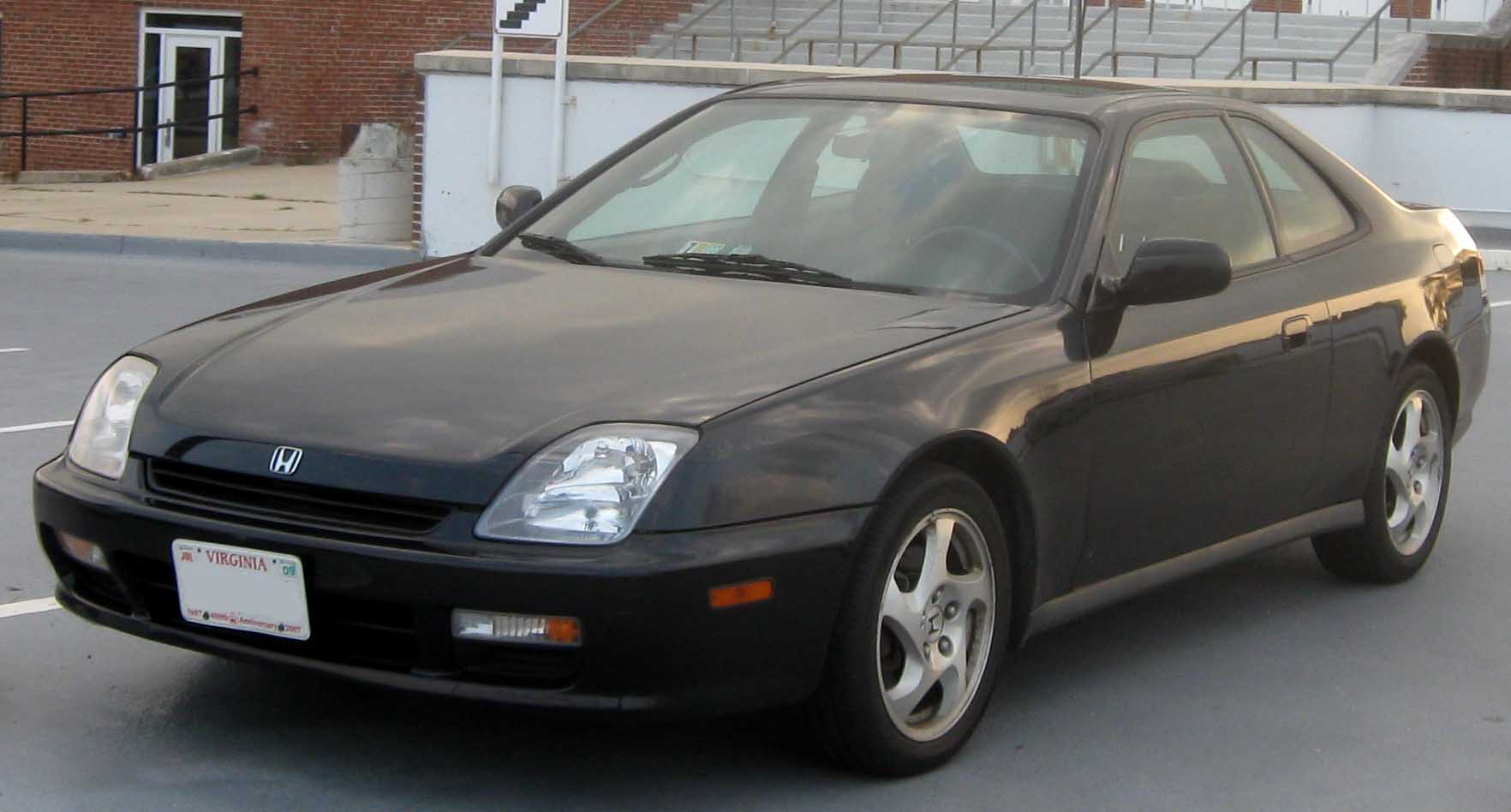
Honda Prelude quinta serie

Nel novembre del 1996 venne lanciata la quinta generazione della Prelude, la quale riprendeva molto il design a cuneo e lo stile coupé tre volumi della seconda e della terza serie prodotte tra il 1983 e il 1991. Vennero mantenuti però i fari fissi a doppio proiettore inseriti sulla quarta generazione. Inoltre, la vettura venne ingrandita fino a raggiungere una larghezza di 1,7 m e l'altezza di 1,3 m, in maniera tale da fornire un aspetto molto solido e grintoso.
La quinta serie della Prelude venne fornita con 2 diverse motorizzazioni sempre a 4 cilindri in linea: la BB9 con un 2L da 137 CV SOHC (F20A4) mentre per la BB8 (4WS) e la BB6 (ATTS) un sofisticato 2.2L DOHC VTEC che erogava 185 CV (H22A5 dal 1997 al 1999) oppure 200 CV (H22A8 dal 1999 al 2001).
| Modello                | Sigla motore        | Cilindrata | Potenza | SOHC | DOHC | VTEC |
| ---------------------- | ------------------- | ---------- | ------- | ---- | ---- | ---- |
| BB9                    | F20A4               | 2000 cm³   | 137 CV  | Si   | No   | No   |
| BB8 (4WS) & BB6 (ATTS) | H22A5 (1997 - 1999) | 2200 cm³   | 185 CV  | No   | Si   | Si   |
| BB8 (4WS) & BB6 (ATTS) | H22A8 (1999 - 2001) | 2200 cm³   | 200 CV  | No   | Si   | Si   |

Il sistema 4WS (sistema attivo di sterzata delle ruote posteriori) viene montato solo sulla BB8, mentre la BB6 monta sull'avantreno un differenziale autobloccante elettro-idraulico proprietario di casa Honda denominato ATTS.
Le Type S sono esclusivamente con sistema ATTS.

## Attività sportiva
Nel 1992 il progettista Jim Morgan preparò per il pilota Rod Birley una Prelude di 4ª generazione per competere nella categoria Super Touring Cars del BTCC. Il mezzo presentava un corpo vettura a cui erano stati aggiunti numerosi componenti aerodinamici realizzato dalla Dove Engineering. Il propulsore Honda era stato sostituito con un Cosworth YB Turbo da 480 cv di potenza che veniva gestito da un cambio Hewland DGB.
Nel 2001 una Honda Prelude di 4ª generazione è stata iscritta al campionato statunitense SCCA e preparata secondo le normative vigenti per poter essere ammessa alle gare a cui prendeva parte.